# Gracilaria
Gracilaria é um género de algas vermelhas (Rhodophyta) de importância económica para a produção de agar e para uso alimentar de seres humanos e de várias espécies de animais marinhos. A agarose extraída industrialmente de algas deste género é usada como ingrediente na produção de gelatinas. Várias espécies são cultivadas nas regiões subtropicais e tropicais.

## Descrição
O género Gracilaria inclui algas marinhas de porte moderado, de vida livre, em geral erectas e com talos lineares, muito ramificadas. Os talos são
cartilaginosos, cilíndricos ou planos, emergindo de pequenos nódulos ou de um disco adesivo. Cada espécime é composto por um ou mais eixos de crescimento indefinido, em geral em pequeno número, dicotomicamente ou por vezes irregularmente ramificados. A estrutura de suporte é monoaxial ou de filamento central, que se altera com o crescimento transformando-se num talo parenquimatoso com córtex e medula bem diferenciados. Nalguns casos ocorre uma mudança brusca ou gradual no tamanho das células desde a zona central para a periférica. A camada externa de células está disposta em ângulo recto com a superfície do talo, formando cadeias celulares. A medula é formada por grandes células parenquimatosas incolores. As espécies que integram o género são heterotálicas, com diferenças na estrutura dos talos que permite distinguir as espécies.
Espermatângios em soros superficiais ou conceptáculos. Filamentos carpogoniais de duas células, com carpogónio que se alonga após a fertilização e se funde com as células vizinhas para formar uma grande célula placental. Os filamentos gonoblásticos crescem em direcção à superfície do talo, formando uma massa compacta, com as células terminais a se desenvolverem em carposporos. Cistocarpos inseridos em talos mais alongados, esféricos ou cónicos, sésseis, ostiolados, em geral providos de um pequeno gonimoblasto basal. Carposporângios alimentados através de filamentos alimentadores formados por células tubulares que se estendem até ao pericarpo. Tetrasporângios em geral distribuídos pelos talos somáticos. Tetrasporos cruciados.
As espécie Gracilaria bursa-pastoris (S.G.Gremlin) Silva e Gracilaria multipartita (Clemente) Harvey encontram-se desde há muito estabelecidas nas costas do sul da Inglaterra e do noroeste da França, mas a dificuldade em delimitar estas espécies de outros membros do complexo específico a que pertencem, nomeadamente as espécies Gracilaria gracilis (Stackhouse) Steentoft, L.Irvine & Farnham e Gracilariopsis longissima (S.G.Gmelin) Steentoft, L. Irvine & Farnham (descrita como Gracilaria verrucosa (Hudson) Papenfuss ou Gracilaria confervoides (L.) Greville) (Steentoft et al. 1995)), tem impedido o reconhecimento do limite setentrional de distribuição destas espécies.
As algas do género Gracilaria são usadas como alimento na cozinha japonesa, cozinha havaiana e na cozinha filipina. Na tradição culinária japonesa os produtos derivados das algas deste género são desligados por ogonori ou ogo, enquanto que nas Filipinas é conhecido por gulaman e usado na confecção de um tipo de gelatina também designada por gulaman. Na Jamaica estas algas são conhecidas por Irish moss (musgo irlandês).
Os oligossacarídeos extraídos de algas do género Gracilaria com grau de polimerização 6 preparados por digestão de polissacarídeos pela agarase dessas algas foram identificados como agentes profilácticos eficazes  durante experiências in vitro e in vivo de infecção viral com o agente da encefalite japonesa. Os oligossacarídeos sulfonados de de Gracilaria sp. aparentam ser candidatos promissores para ulterior desenvolvimento como agentes antivirais.
As espécies de Gracilaria aparecem com frequência comercializadas como macroalgas para utilização em aquariofilia. A capacidade de absorção de nutrientes faz destas espécies uma boa escolha para refúgio de pequenos peixes de aquário, sendo que as suas frondes são palatáveis para diversas espécies de peixes herbívoros, entre os quais os pertencentes à família Acanthuridae.